# RS9 Színház
Az RS9 Színház (R.S.9. Stúdiószínház) Budapest VII. kerületében, a Rumbach Sebestyén utca 9.-ben található független színház. Lábán Katalin és Dobay Dezső alapította 1990-ben.

## A színház története

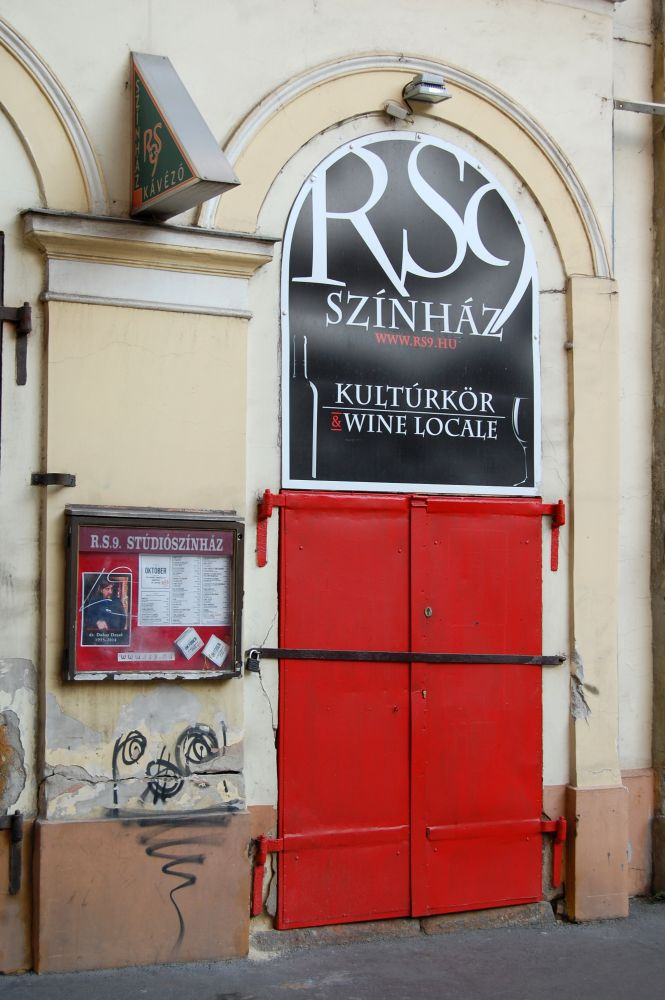
Az RS9 Színház bejárata (2014 október)

A színház első bemutatója 1990-ben Witold Gombrowicz Operetkája volt, Lábán Katalin és Dobay Dezső rendezte, és Lengyelországban díjat nyertek vele a Lengyel Színpadi Művek Szemléjén: a legjobb Gombrowicz rendezését. Az Edinburgh-i fesztiválon a Gurdian's Critic's Choice is díjazta az előadást. Eljátszották az Operetkát Lengyelországban (1990), Svédországban és Edinburghban (1991) is. A Magyar Televízió felvételt készített az előadásról.
Az Edinburgh-i fesztivál mellett tartott, új törekvéseket és alternatív színházaknak bemutatkozást biztosító Fringe Fesztiválon a Vágy, hogy indiánok lehessünk (Desire to become Indians) című előadással vettek részt, ami Franz Kafka Amerika című regénye nyomán készült. 1993–94-ben az előadást bemutatták Lengyelországban, Romániában és az Egyesült Államokban is.
A 70 férőhelyes színházban évente 100-140 előadást tartanak. A színház más produkciók számára is nyitott. Számos másik társulatot is vendégül látnak színházukban, emellett beszélgetéssorozatokat, felolvasásokat és filmklubokat is szerveznek.
2013-ban nyílt meg az RS9+ "Vallai kert" a Rumbach Sebestyén utca 10. szám alatt, mely kiállítótérként, próbateremként, gyermekfoglalkozások és felolvasóestek helyszíneként működik. Vallai Péter a színház több előadásában szerepelt.
2014. október 11-én Dobay Dezső elhunyt.

## Válogatás a színház előadásaiból
- 1990: Witold Gombrowicz: Operetka (Rendezte Lábán Katalin és Dobay Dezső)
- 1990: Beckett szinopszis (Samuel Beckett művei) – Színház I. (Rend. Lábán Katalin), Rádió I. (Rend. Lábán Katalin), Kísértet trió (Rend. Dobay Dezső))
- 1991: Stanisław Wyspiański: Menyegző (Rend. Lábán Katalin és Dobay Dezső)
- 1991: Móra Ferenc: Kincskereső kisködmön (Rend. Lábán Katalin)
- 1992: Karl Kraus: Végnapok (Rend. Dobay Dezső)
- 1992: Samuel Beckett művei: Nacht und Träume, Jövés-menés, Kísértet trió (Rend. Dobay Dezső)
- 1992: Weöres Sándor: Bolond Istók (Rend. Lábán Katalin)
- 1993: Vágy, hogy indiánok lehessünk (Franz Kafka Amerika című regénye, Hamvas Béla és Tadeusz Borowski írásai nyomán.) (Rend. Lábán Katalin és Dobay Dezső)
- 1994: Nádas Péter: Temetés (Rend. Dobay Dezső)
- 1994: Anton Pavlovics Csehov: Sirály (Rend. Lábán Katalin)
- 1995: Esterházy Péter-Darvas Ferenc: Daisy (Rend. Dobay Dezső)
- 1996: A. A. Milne: Micimackó (Rend. Lábán Katalin)
- 1996: Luigi Pirandello: A hegyek óriásai (Rend. Lábán Katalin)
- 1996: Fernando Arrabal: A két hóhér (Rend. Dobay Dezső)
- 1997: Örkény István: Tóték (Rend. Major Róbert)
- 1997: Szabó Magda: Tündér Lala (Rend. Lábán Katalin)
- 2000: A bolond dala (S. Beckett, Hamvas Béla, Petri György, Pilinszky János és R. M. Rilke szövegeiből) (Rend. Dobay Dezső)
- 2006: Karátson Gábor: Ötvenhatos darab (Rend. Dobay Dezső)
- 2008: Podmaniczky Szilárd: Beckettre várva (Rend. Dobay Dezső)